# Hjärta till salu!
Hjärta till salu! (originaltitel: It Happened at the World's Fair) är en komedifilm från 1963 i regi av Norman Taurog, med Elvis Presley i huvudrollen.

## Handling
I denna film spelar Elvis affärspartner bort alla deras pengar, så de måste lifta på vägen hem. Dom får åka med en budbil med en äldre man som har sin brorsdotter med sig. Flickan, Sue-Lin ska besöka den stora världsutställningen 1962 i Seattle. Väl framme i Seattle får farbrodern ett jobb som han inte kan tacka nej till och Elvis får ansvaret att passa Sue-Lin. Inne på världsutställningen träffar Elvis en sköterska efter att Sue-Lin fått magknip. Kärlek uppstår och Elvis får kämpa för att få sköterskan på fall.

## Skådespelare
- Elvis Presley – Mike Edwards
- Joan O'Brien – Diane Warren, sjuksköterska
- Gary Lockwood – Danny Burke, affärspartner
- Vicky Tiu – Sue-Lin
- Kam Tong – Walter Ling, Farbroder

## Om filmen
I en liten biroll, kan man se en ung Kurt Russell, när han sparkar Elvis på smalbenet. 16 år senare spelade han Elvis i tv-filmen Elvis - The Movie.